# Andreas Kieling – Mitten im wilden Deutschland
Andreas Kieling – Mitten im wilden Deutschland ist eine fünfteilige Dokumentationsreihe aus dem Jahre 2009. Die Filmreihe zeigt wie Andreas Kieling das „Grüne Band“ (den ehemaligen „Todesstreifen“) entlang wandert.

## Wissenswertes
- Das „Grüne Band“ oder ehemals „Todesstreifen“ bezeichnet die innerdeutsche Grenze, welche 1989 gefallen war und anschließend nach und nach zu einem Naturschutzgebiet erklärt wurde.
- Dieses Naturschutzgebiet wäre mit 1400 Kilometern Länge (vom tschechischen Dreiländereck bis hinauf zur Ostsee) das längste Naturschutzgebiet Europas geworden, wären da nicht die Ansprüche ehemaliger Grundstücksbesitzer und die Notwendigkeit, Verkehrswege zwischen Ost und West zu bauen, gewesen. So stehen heute fast 80 Prozent des ehemaligen Grenzstreifens unter Naturschutz.
- Regie führten Ralf Blasius und Michael Gärtner, moderiert wurde von Andreas Kieling
- Zusammen mit Sabine Wünsch erschien zur Filmreihe das Buch: Ein deutscher Wandersommer. 1400 Kilometer durch unsere wilde Heimat. Malik im Piper Verlag, München 2011, ISBN 978-3-89029-393-6.

## Rezeption
- Die Berliner Morgenpost bezeichnete die Dokumentarfilme als „sehenswerte Reihe“.[1]

## Folgen
1. Vom Dreiländereck ins Coburgerland (Deutsche Erstausstrahlung: 26. Oktober 2009)
2. Hohe Rhön und weites Werratal (Deutsche Erstausstrahlung: 27. Oktober 2009)
3. Wildnis Harz (Deutsche Erstausstrahlung: 28. Oktober 2009)
4. Berlin grenzenlos (Deutsche Erstausstrahlung: 29. Oktober 2009)
5. Von der Elbe an die Ostsee (Deutsche Erstausstrahlung: 30. Oktober 2009)